# Marc Nölke
Marc Nölke (* 13. April 1973) ist ehemaliger deutscher Skispringer und seit April 2022 Skisprungtrainer (mit Cheftrainer Thomas Thurnbichler) des polnischen Nationalteams, Autor und Referent.

## Werdegang
Nölke gab am 29. Dezember 1991 sein Debüt im Skisprung-Weltcup. Beim Springen von der Großschanze in Oberstdorf wurde er 42. Bereits in seinem zweiten Springen am 1. Januar 1992 in Garmisch-Partenkirchen konnte er mit dem 13. Platz erste Weltcup-Punkte gewinnen. Am 25. Januar 1992 konnte er beim Skifliegen in Oberstdorf erneut Weltcup-Punkte gewinnen und erreichte mit dem 9. Platz seine höchste Einzelplatzierung im Weltcup. Mit den gewonnenen Punkten beendete er die Saison 1991/92 auf dem 41. Platz in der Weltcup-Gesamtwertung. In der Skiflug-Weltcup-Gesamtwertung belegte er den 16. Platz. Als einer der ersten V-Stil-Springer qualifizierte sich der damals 18-jährige als jüngster Deutscher Winter-Olympionike der Sportgeschichte für die Olympischen Winterspiele in Albertville neben Dieter Thoma, Jens Weißflog, Heiko Hunger und Christof Duffner. Im Training auf der Olympiaschanze in Courchevel stürzte Nölke schwer und verletzte sich schwer. Infolge des Sturzes mussten ihm Teile der Milz in einer Notoperation entnommen werden. Lebensgefahr bestand laut Mannschaftsarzt Joseph Keul jedoch nicht. Nachdem er in der Folgesaison keine Weltcup-Punkte gewinnen konnte, wechselte Nölke in den Skisprung-Continental-Cup. Nachdem er dort durch Folgen der Verletzungen ohne große Erfolge geblieben war, beendete er 1995 seine aktive Skisprungkarriere. Nölke arbeitete nach einem Studium der Theater-, Film- und Fernsehwissenschaft, Pädagogik und Ethnologie und einer Ausbildung zum Kommunikationswirt zunächst viele Jahre als Sportredakteur bei RTL Television, bevor er 2006 als Co-Trainer der Österreichischen Skisprung-Nationalmannschaft neben Alexander Pointner Skispringer wie Thomas Morgenstern, Andreas Kofler, Wolfgang Loitzl und Gregor Schlierenzauer betreut. Nölke ist verheiratet mit der Journalistin und Moderatorin Gesa Dankwerth und lebt in Köln.
Von Mai bis November 2010 verstärkte er als Co-Trainer das Trainerteam der Skispringer beim Deutschen Skiverband, wurde jedoch Im November 2010 wegen interner Probleme entlassen.
In den Jahren 2009 bis 2013 wirkte Nölke als Berater und Juror in verschiedenen Skisprung TV-Produktionen wie „Tomtesterom“ und „Vliegende Hollanders – Sterren van de Schans“. 2013 schloss er das Diplomtrainer Studium an der Trainerakademie des Deutschen Olympischen Sportbundes in Köln mit Bestnote ab. Als selbstständiger Trainer arbeitete er hauptamtlich 2013/2014 für das Nationalteam der USA und 2022/2024 für das Nationalteam Polen. Zwischen 2016 und 2022 betreute er zahlreiche Spitzensportler des Österreichischen Skiverbandes.
Schon während seiner hauptamtlichen Arbeit mit dem österreichischen Nationalteam von 2006/2010 begann Nölke, sich immer mehr auf die neurologischen Komponenten von Bewegung zu spezialisieren. Als einer der Pioniere des Neuroathletiktraining in Deutschland, einer Trainingsmethode für das Gehirn und Nervensystem, entwickelte er ein Trainingsprogramm für Reiter „Neuroathletik für Reiter - Das Neuro-Rider Trainingsprogramm“, dessen Prinzipien er auch in seinen Neuro-Rider Seminaren lehrt. 2021 entwickelte er ein Trainingsprogramm für Menschen, die an Long COVID leiden, welches er in seinem Buch Long-Covid-Training – Mit Neuroathletik schneller regenerieren darlegt. Das Covid Neuro Training entwickelte er zusammen mit der Neurowissenschaftlerin Julia Steinhardt weiter und machte es 2024 auch online zugänglich.

## Erfolge

### Weltcup-Platzierungen
| Saison  | Platz | Punkte |
| ------- | ----- | ------ |
| 1991/92 | 41.   | 10     |

## Publikationen
- Long-Covid-Training – Mit Neuroathletik schneller regenerieren, Herbig-Verlag, Stuttgart 2021, ISBN 978-3-96859-042-4
- Neuroathletik für Reiter: Das Neuro-Rider-Trainingsprogramm, Kosmos-Verlag, 24. Januar 2022, ISBN 978-3-440-17225-4